# Quitxalla (programa)
Quitxalla va ser un programa de televisió emès al Circuit Català de Televisió Espanyola entre 1979 i 1981. El programa, un espai infantil de jocs, dibuixos animats, concursos, titelles i relats de contes que combinava l'enregistrament a plató amb exteriors, era presentat per Joan Armengol i Anna Maria Vidal, i dirigit per Enric Frigola.
Quitxalla va començar a emetre's al Circuit Català a partir d'octubre de 1979 com a espai infantil dels dissabtes, reemplaçant així Terra d'escudella i augmentant el temps de programació infantil de TVE Catalunya. A partir d'abril de 1981 passà a emetre's diàriament de dilluns a dijous a la segona cadena de TVE, amb resums els dissabtes per la primera. La sintonia del programa («Dansa de quitxalla») era interpretada per la Companyia Elèctrica Dharma.

## Terra de quitxalla
Terra de quitxalla aparegué el juny de 1981. Era diari de dilluns a dijous i els diumenges, tenia diverses seccions i també aprofitava material de Quitxalla i Terra d'escudella.